# 柏郷県
柏郷県（はくきょう-けん）は中華人民共和国河北省邢台市に位置する県。

## 歴史
前漢により設置された柏郷侯国を前身とする。後漢により柏郷侯国は廃止されたが、596年（開皇16年）に隋代により柏郷県は設置された。1072年（熙寧5年）に宋代により廃止され高邑県に編入されたが、1086年（元祐元年）に再設置された。
1958年に廃止され内丘県に編入されたが、1962年に再設置され現在に至る。

## 行政区画
- 鎮:柏郷鎮、固城店鎮、西汪鎮、竜華鎮
- 郷:王家荘郷、内歩郷